# Chorebus agromyzae
Chorebus agromyzae är en stekelart som först beskrevs av Charles Joseph Gahan 1913.  Chorebus agromyzae ingår i släktet Chorebus och familjen bracksteklar. Inga underarter finns listade i Catalogue of Life.